# Muntanyes de Buzău

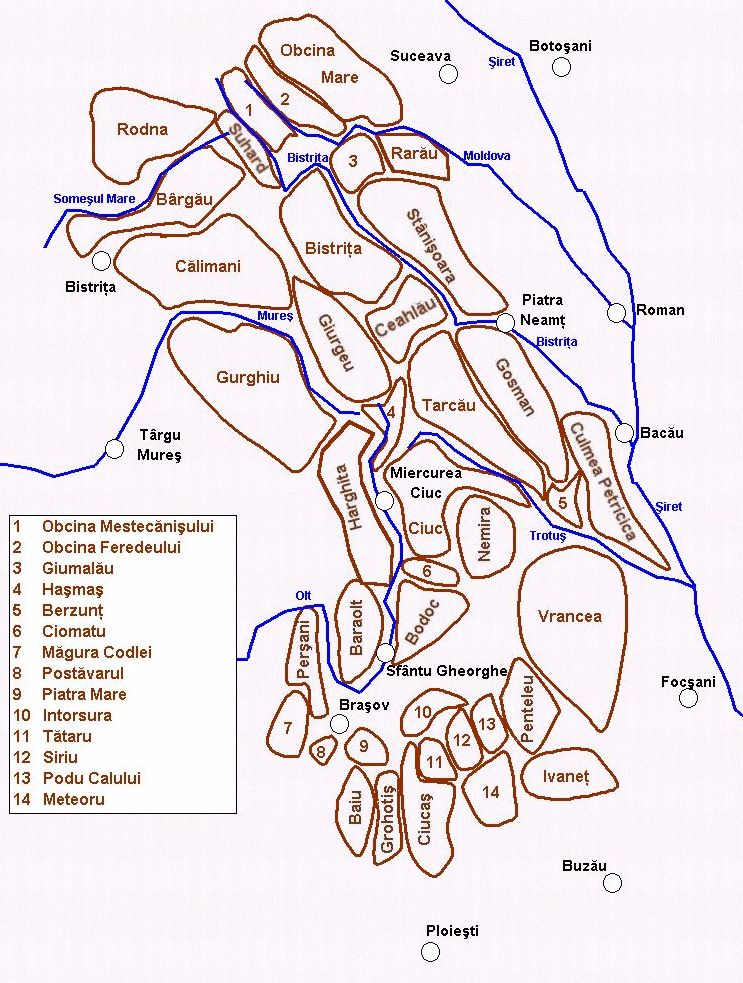
Mapa dels Carpats Orientals, amb les muntanyes Buzău a l'extrem sud

Les muntanyes Buzău són un conjunt de sis serralades de Romania que formen part de la regió dels Carpats de Curvatura dels Carpats Orientals Exteriors.
Aquestes sis serralades són les següents:
- Penteleu Massif
- Siriu Massif
- Tătaru Mountains
- Podu Calului Massif
- Monteoru Mountains
- Ivănețu Massif

Els massissos Penteleu i Ivănețu es troben a l'est i voregen les muntanyes de Vrancea. Els massissos Podu Calului i Siriu es troben al nord, separats de les muntanyes Întorsurii per la depressió Întorsura Buzăului, mentre que el massís Ivănețu és al sud. Finalment, les muntanyes de Tătaru es troben a l'oest, a tocar de les muntanyes de Ciucaș.
Els cims més alts de les muntanyes de Buzău són:
- Penteleu Peak, Massís del Penteleu, 1.772 metres.
- Mălaia Peak, Massís de Siriu, 1.662 metres.
- Tătaru Mare, muntanyes de Tătaru, 1.476 m.
- Vârful lui Crai, muntanyes Tătaru, 1.473 m.
- Cim del Podu Calului, Massís del Podu Calului, 1.439 m.
- Ivănețu Peak, Massís Ivănețu, 1.191 metres.

Aquestes muntanyes són travessades pel pas de Buzău, que segueix el riu Buzău i connecta Brașov amb Buzău. El llac Siriu és un llac artificial a l'extrem sud del coll. Lacul Vulturilor és un llac periglacial situat a prop de Siriu, a una altitud de 1.420 m..
Els voltants ofereixen vinyes, càmping i senderisme com a atractius per als visitants. Caigudes de roca, lliscaments de fang i altres activitats sísmiques no són infreqüents a la zona.

## Galeria

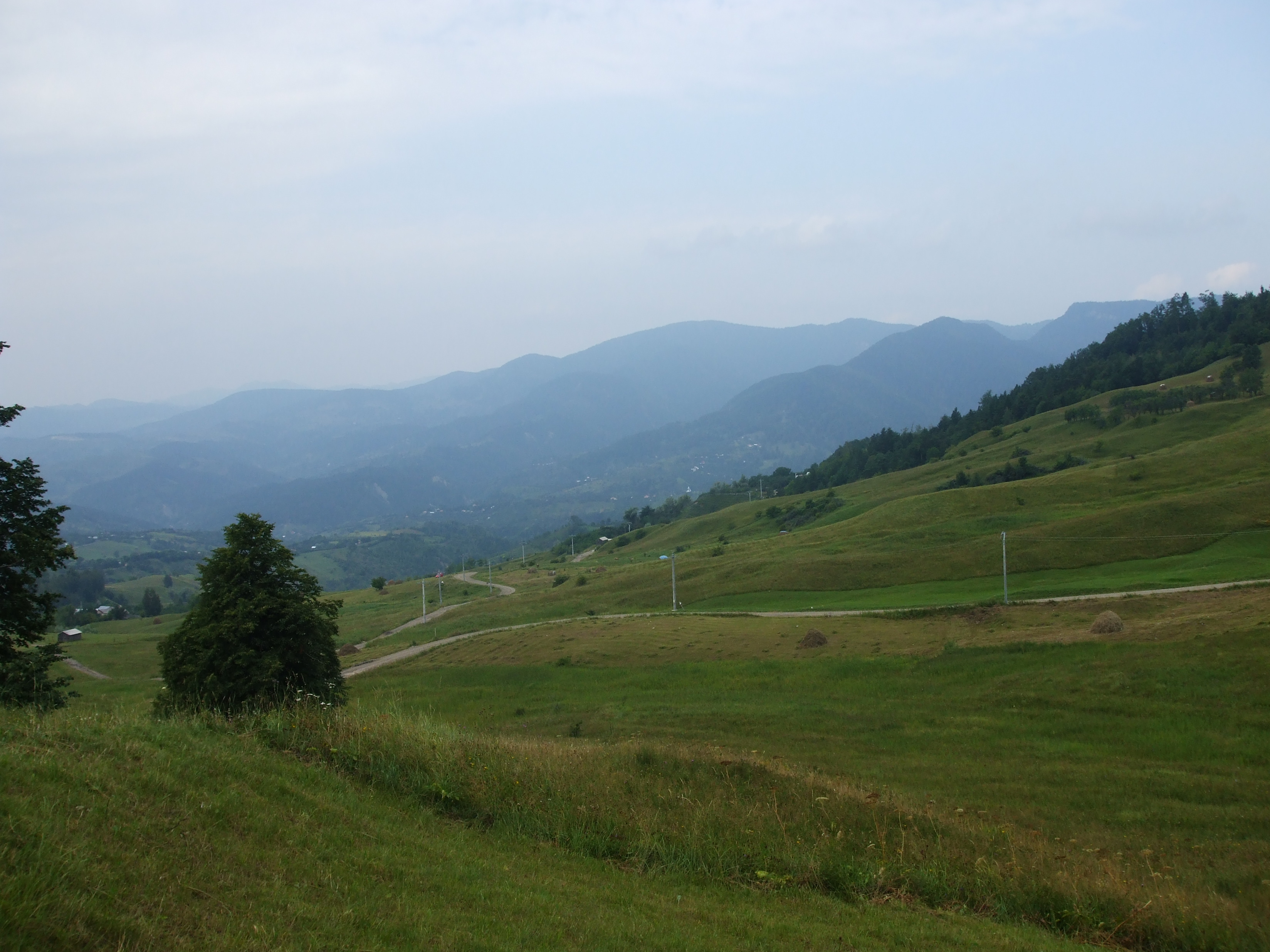
Bisoca
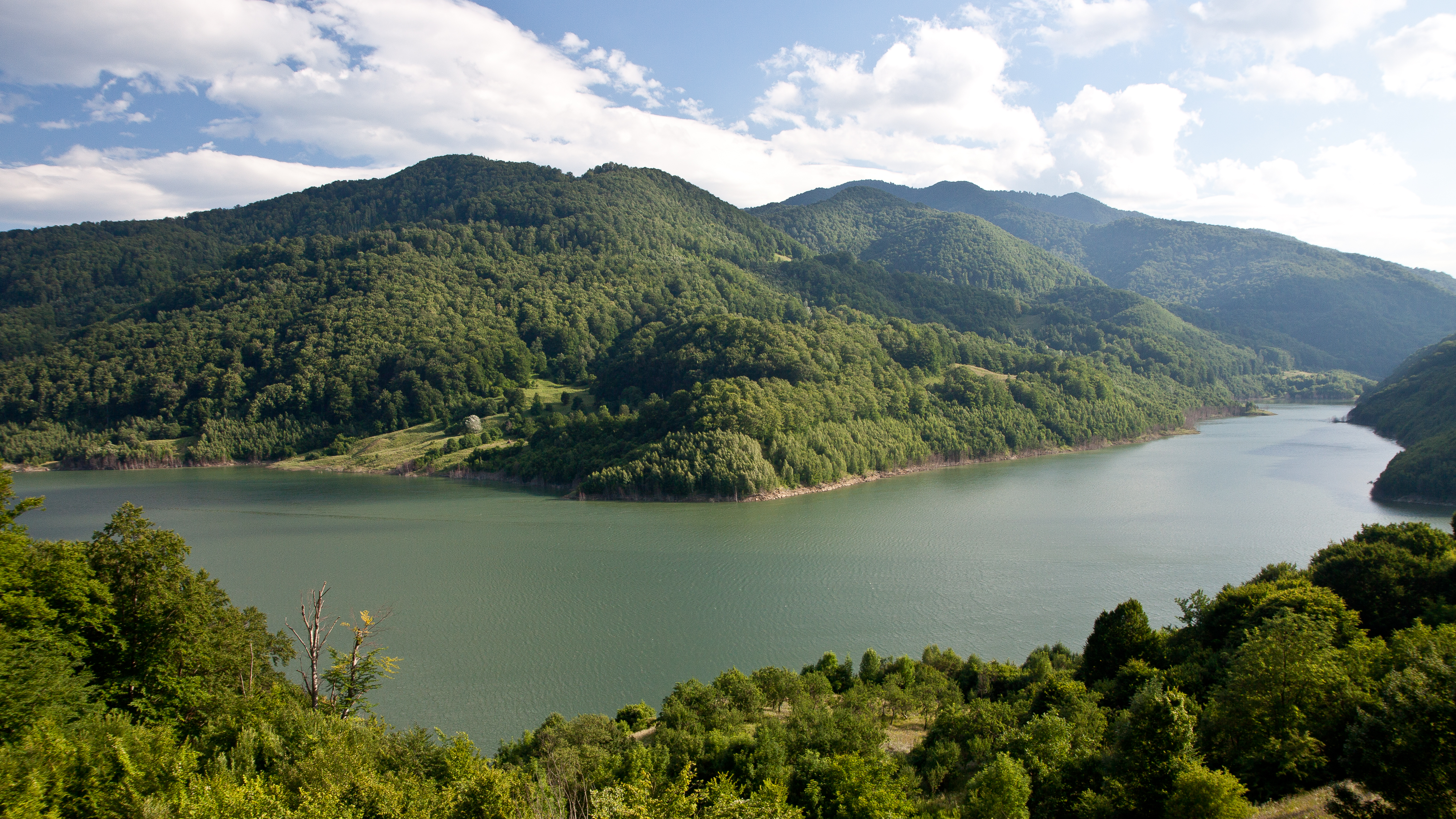
Estany Siriu
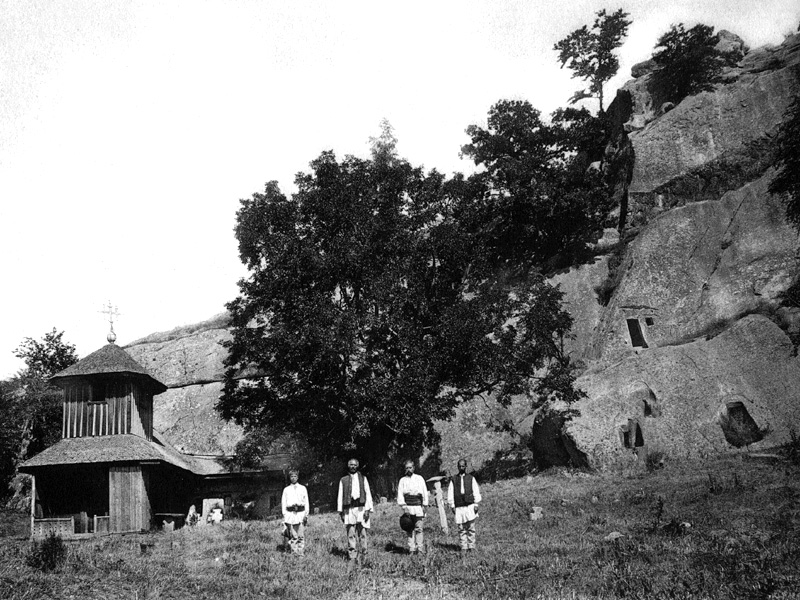
Coves de l'ermita d'Aluniș
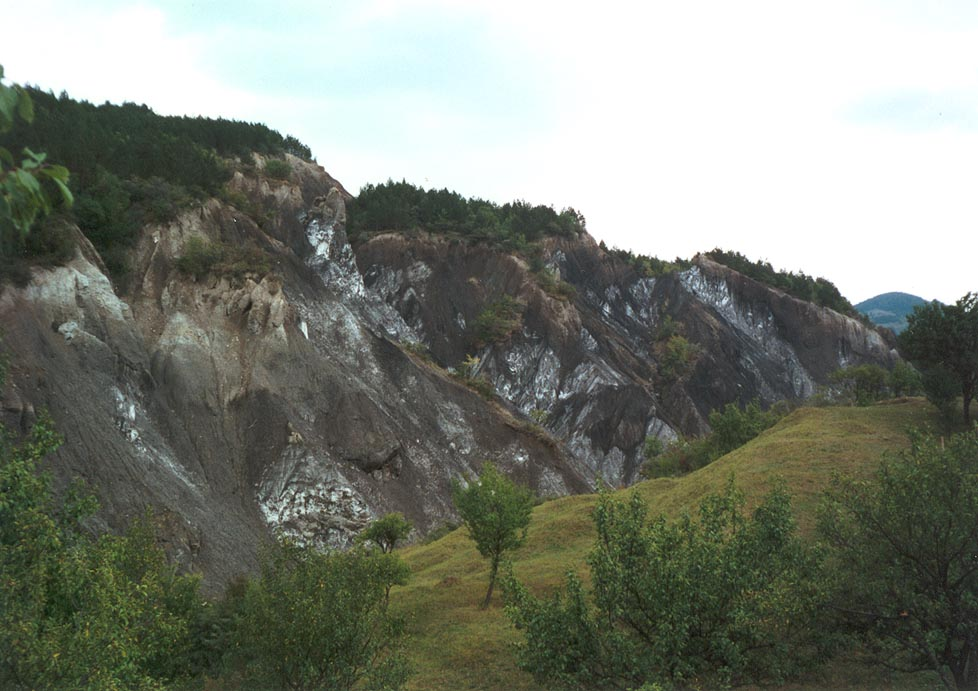
Altiplà melèdic
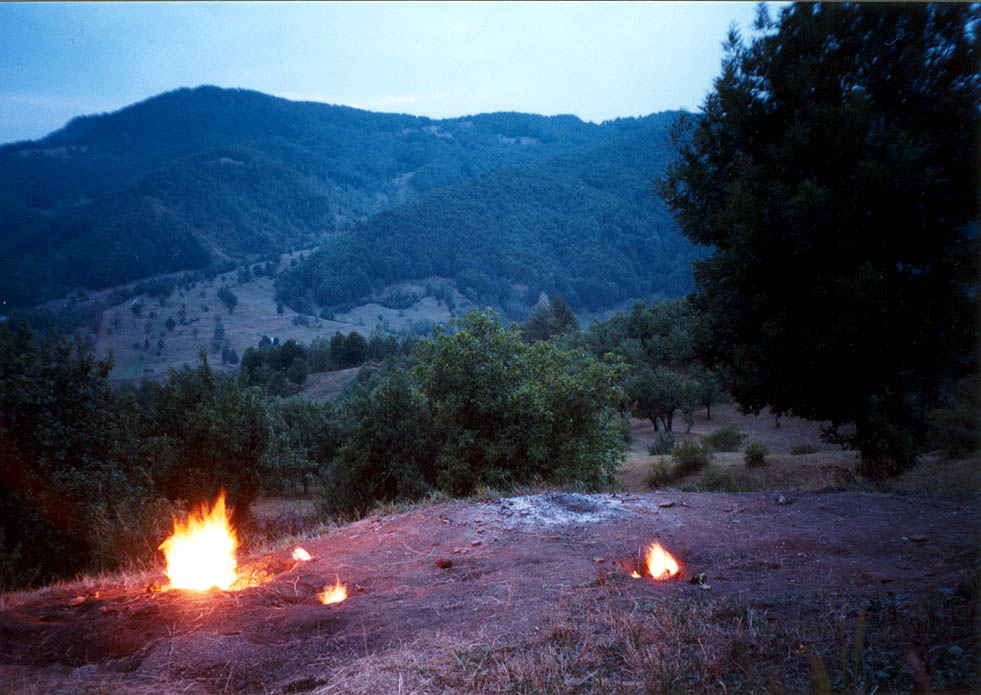
Focul Viu (Focs vius)
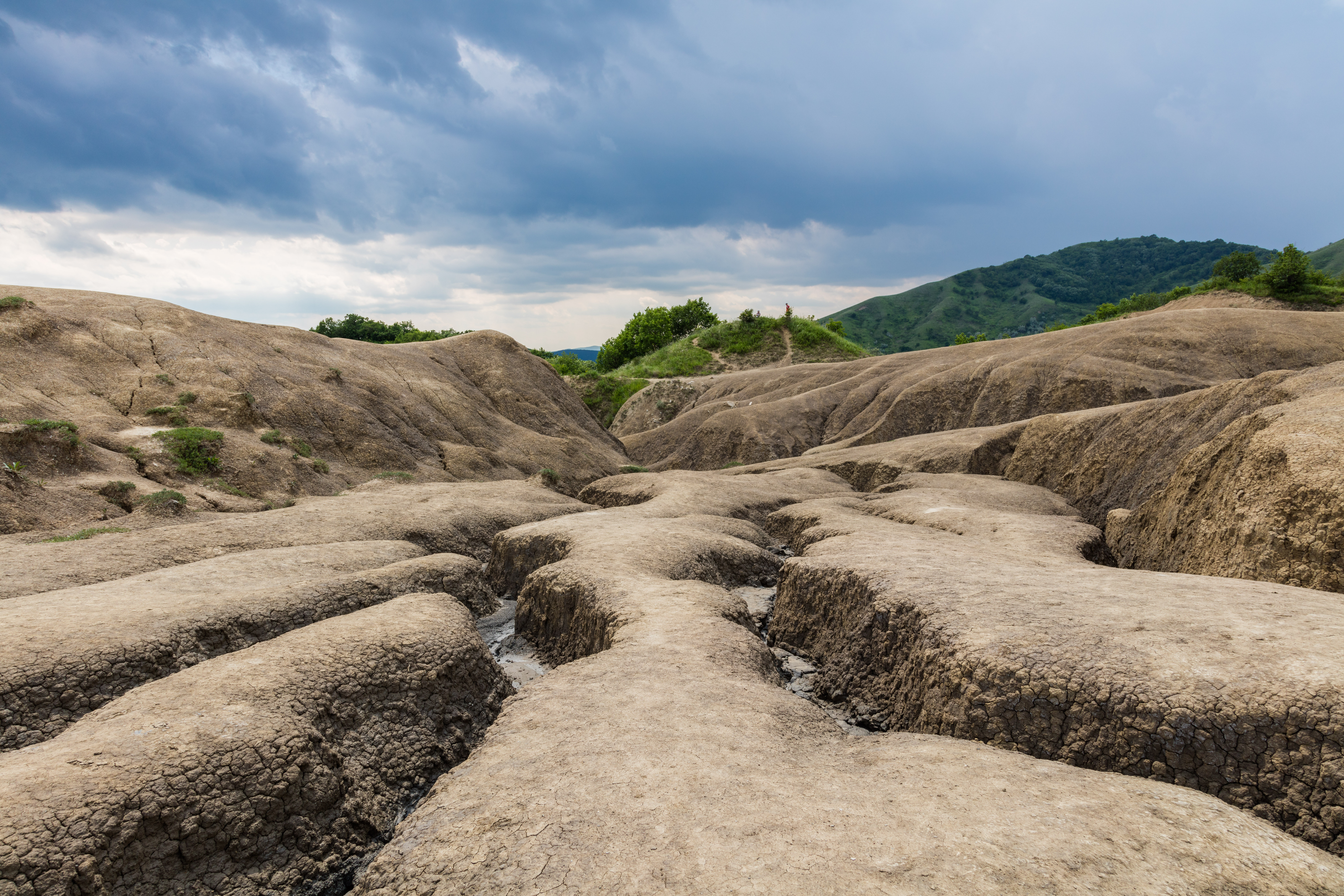
Volcans de fang
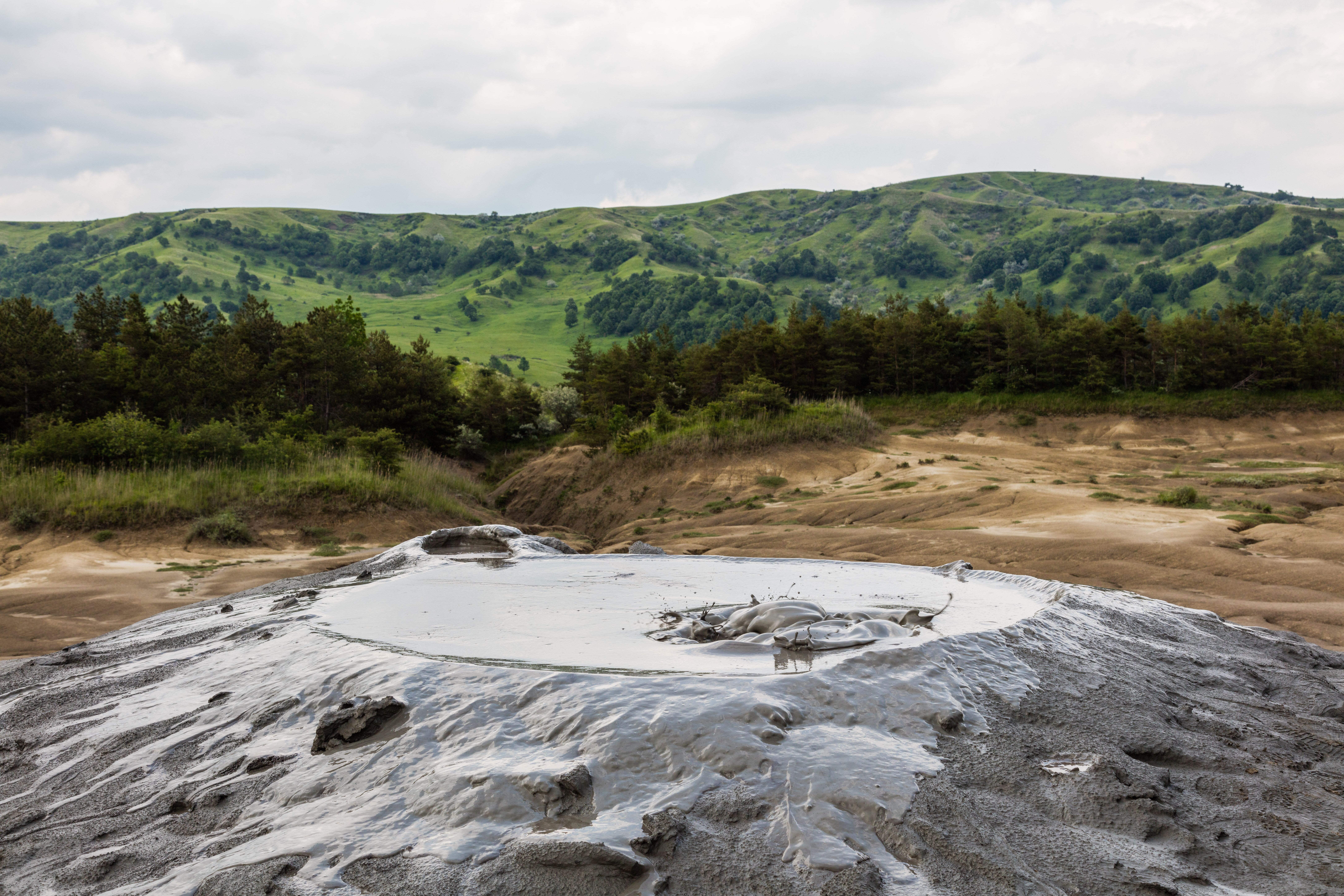
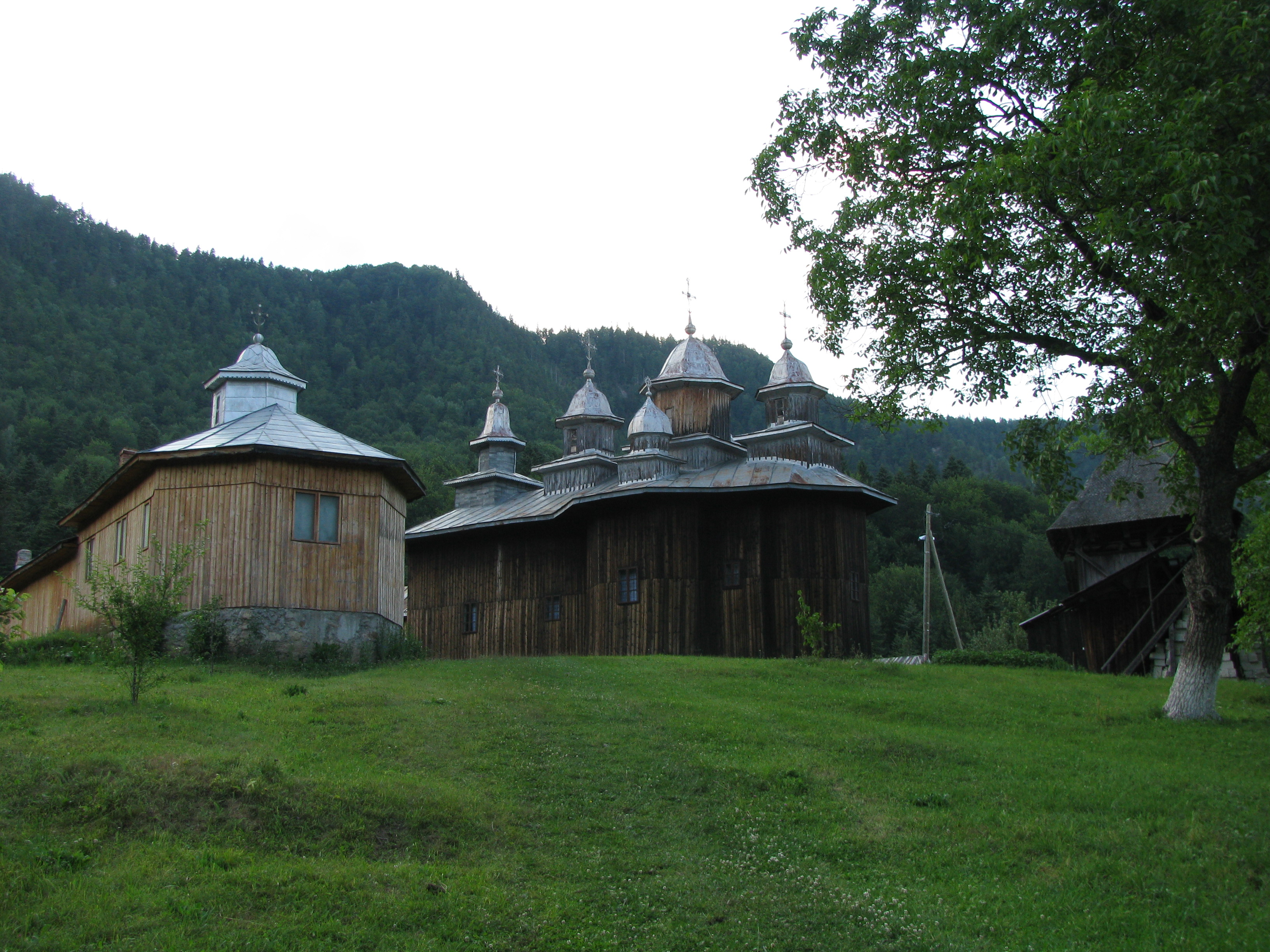
Església de fusta de Găvanu
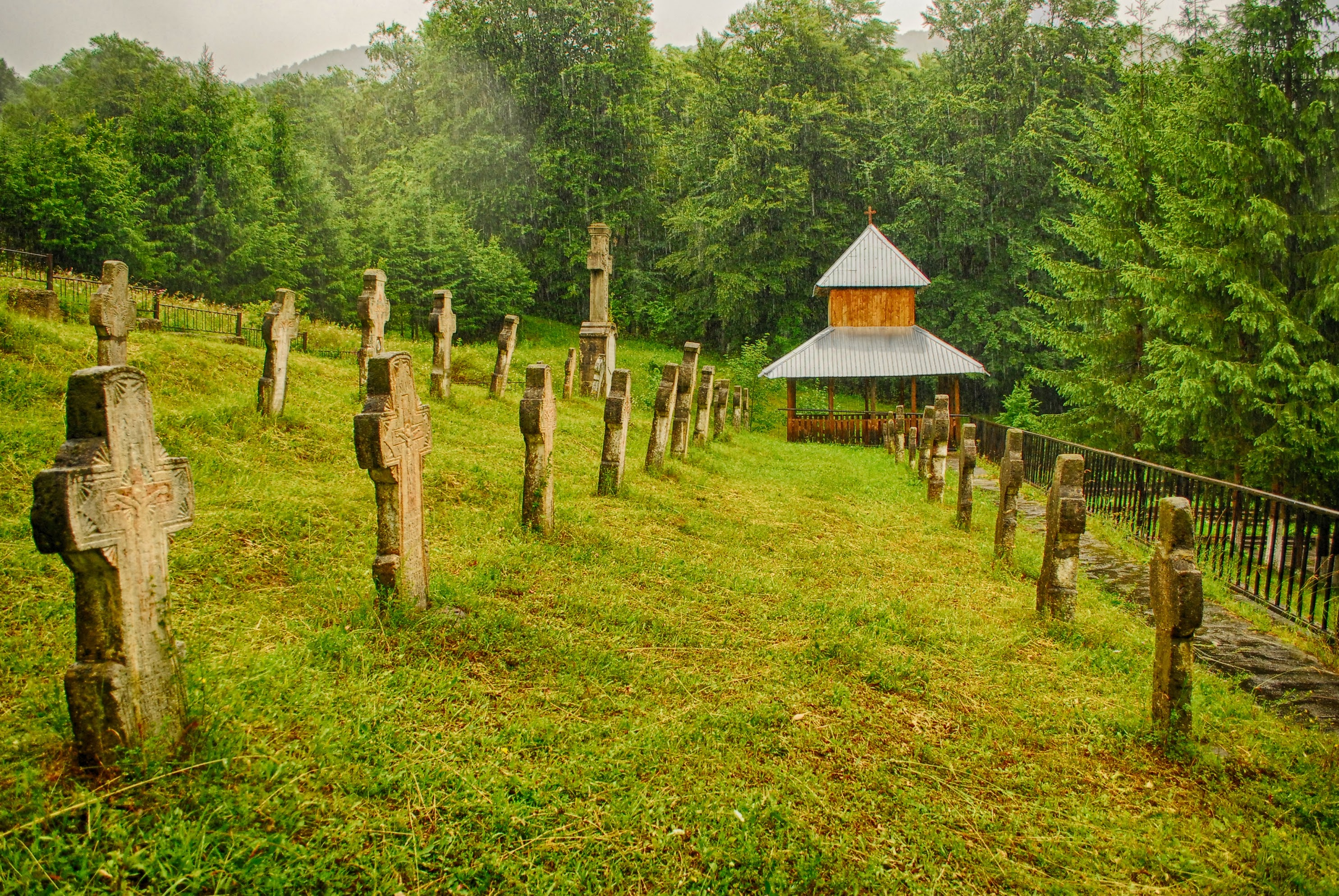
Cementiri dels Herois de la Primera Guerra Mundial